# Азгур, Галина Гавриловна
Азгур (Горелова) Галина Гавриловна (1921—2015) — советская и белорусская художница-живописец.

## Биография
Родилась 2 июля 1921 года в селе Покровское Волоколамского уезда Московской губернии в семье художника Гавриила Горелова.
В 1942 году окончила Московское художественно-педагогическое училище памяти 1905 года, где её педагогом был В. Н. Бакшеев. Дипломная работа — картина «Партизаны». Известна как мастер пейзажа.
В 1945 году вышла замуж за скульптора Заира Азгура и перебралась в Минск, где и прожила оставшуюся жизнь. В 1946 году была принята в Союз художников БССР.
С 1947 года участвовала в выставках: республиканских, всесоюзных, зарубежных и международных.
Умерла 12 августа 2015 года.

## Основные произведения
- «Жатва» (1947),
- «Урожай» (1949),
- «Березки» (1951),
- «Логойские холмы» (1954),
- «Конец марта. Раубичи» (1957),
- «Последний снег» (1958),
- «Осенний вечер» (1960),
- «Березки. Апрель» (1961),
- «Пасмурный день» (1962),
- «Река Вяча» (1963),
- «Весна» (1967),
- «Соловьиное лето» (1968).